# Campionato della striscia di Gaza
Il campionato della striscia di Gaza o Prima Lega della striscia di Gaza (in arabo الدوري الممتاز الفلسطيني لقطاع غزة‎?, in inglese Gaza Strip League) è, insieme al campionato di calcio della Cisgiordania, uno dei due campionati organizzati dalla Federazione calcistica della Palestina.
Si disputa dal 1984, anche se le notevoli problematiche legate al conflitto israelo-palestinese ne hanno impedito lo svolgimento o costretto all'interruzione di svariate edizioni.
Al 2025 sono stati sicuramente ultimati diciotto campionati, ma le informazioni sulle passate edizioni di detto torneo sono scarse.

## Squadre
Stagione 2023-2024.
- Ittihad Shojaeyya
- Khadamat Rafah
- Ittihad Khanyounis
- Khadamat Al Shatea
- Shabab Rafah
- Shabab Jabalia
- Ahli Gaza
- Shabab Khanyounis
- Al Sadaka
- Gaza El-Riyadi
- Ittihad Beit Hanoun
- Hilal Gaza

## Albo d'oro
- 1984-1985:  Al-Ahli Gaza
- 1985-1986:  Khadamat Al-Shatea
- 1986-1987:  Khadamat Al-Shatea
- 1987-1995: ?
- 1995-1996:  Khadamat Rafah
- 1996-1997: ?
- 1997-1998:  Khadamat Rafah
- 1998-2005: ?
- 2005-2006:  Khadamat Rafah
- 2006-2008: ?
- 2008-2009:  Shabab Rafah
- 2009-2010: ?
- 2010-2011:  Shabab Khanyounis
- 2011-2012: ?
- 2012-2013:  Shabab Rafah
- 2013-2014:  Shabab Rafah
- 2014-2015:  Al Ittihad Shuja'iyya
- 2015-2016:  Khadamat Rafah
- 2016-2017:  Al-Sadaqah
- 2017-2018:  Shabab Khanyounis
- 2018-2019:  Khadamat Rafah
- 2019-2020:  Khadamat Rafah
- 2020-2021:  Shabab Rafah
- 2021-2022:  Shabab Rafah
- 2022-2023:  Khadamat Rafah
- 2023-2024: non terminato [1]